# Felix Mottl

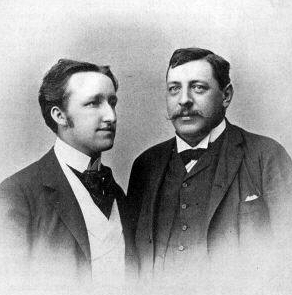
Siegfried Wagner y Felix Mottl

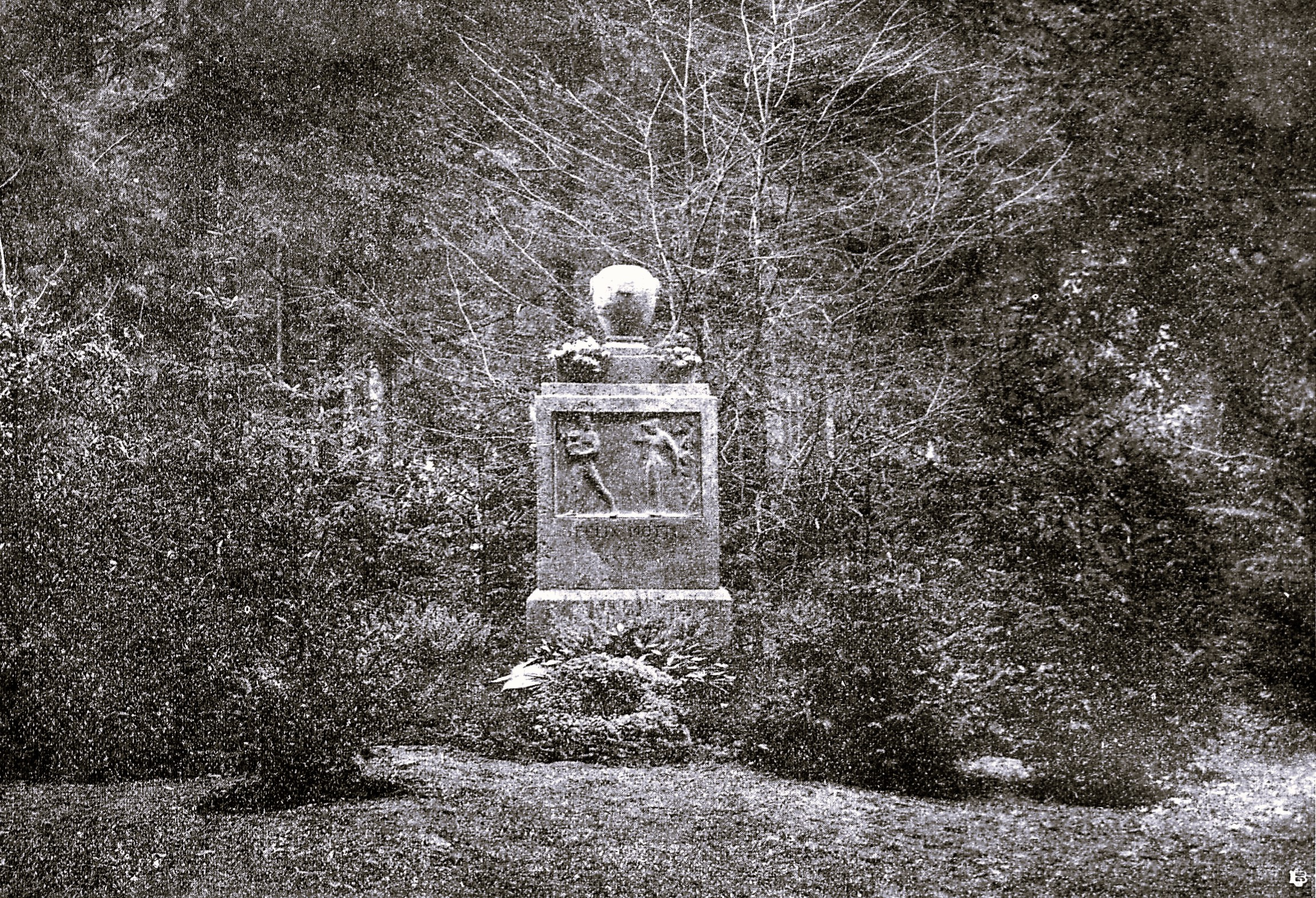
Su lápida fue hecha por Fritz Behn

Felix Josef von Mottl (24 de agosto de 1856-2 de julio de 1911) fue un director de orquesta y compositor austríaco.
Nacido en la localidad de Unter Sankt Veit, que hoy forma parte de Viena, Mottl es recordado como uno de los más brillantes directores de orquesta de su tiempo. Compuso varias óperas —de las cuales, Agnes Bernauer (Weimar, 1880) fue una de las más exitosas—, así como numerosas canciones y piezas musicales. Su orquestación de los Wesendonck Lieder de Wagner es todavía hoy la más utilizada en conciertos. También fue profesor, con discípulos como Ernest van Dyck y Wilhelm Petersen.
Mottl tuvo una carrera exitosa en el Conservatorio de Viena. Fue reconocido como un director dotado para la interpretación de la música de Wagner, y fue ayudante de Hans Richter en la preparación y ensayos del primer ciclo completo de El anillo del nibelungo en Bayreuth en 1876. En 1886 dirigió la primera representación de Tristán e Isolda (ópera) en Bayreuth. Colaboró con el Festival de Bayreuth hasta 1901 y fue el primero en dirigir las diez óperas que componen el Canon de Bayreuth, algo que no se repitió hasta que en 2018 Christian Thielemann completó la interpretación de las diez óperas del Canon en la Sagrada Colina.
Entre 1881 y 1903 fue director de la Ópera de Karlsruhe, Alemania, con la que consiguió una gran reputación, particularmente dirigiendo obras de Wagner, Hector Berlioz y Emmanuel Chabrier, la difusión de cuyas óperas apoyó; Mottl también orquestó la Bourrée fantasque y Trois valses romantiques de Chabrier. 
En años posteriores, como compositor sobre todo especializado en la obra de Wagner, visitó Londres y Nueva York, en donde fue director invitado de la ópera del Metropolitan en 1903. En 1904 fue nombrado director de la Akademie der Künste, Berlín. 
En junio de 1907 registró varios rollos para el piano reproductor automático Welte-Mignon, incluyendo su propia transcripción para piano del preludio, el duo de amor y el aviso de Brangäne de Tristán e Isolda. 
Murió en el hospital de Múnich el 2 de julio de 1911, poco después de sufrir un ataque de corazón el 21 de junio, precisamente mientras dirigía en Múnich, por centésima vez, Tristán.

## Grabaciones
- The Welte-Mignon Mystery Vol. II, publicado por TACET. Mágica interpretación actual mediante un piano mecánico Welte Mignon, de los rollos registrados a partir de la interpretación al piano de Felix Mottl en 1907, con transcripciones suyas al piano de obra seleccionada de Wagner